# 左里镇
左里镇，是中华人民共和国江西省九江市都昌县下辖的一个乡镇级行政单位。

## 行政区划
左里镇下辖以下地区：
左里街社区、源树村、林山村、新湖村、周茂村、清辉村、白辉村、新溪村、双明村、旧山村、永华村、城山村和付桥村。